# Silvana Synovia
Silvana Synovia (* 1. Januar 1996 in Liestal, Schweiz) ist eine schweizerische Schauspielerin in Film und Fernsehen.

## Leben und Karriere
Silvana Synovia wurde 1996 in Liestal, Schweiz, geboren und ist eine Schweizer Schauspielerin mit serbischen Wurzeln. Aufgewachsen in der Nähe von Basel, nahm sie bereits mit sieben Jahren am Schultheater und später am Theaterkurs teil. Nach dem Fachabitur absolvierte sie zunächst ein Praktikum als Sozialpädagogin, bewarb sich an einer Schauspielschule und wurde an der Internationalen Akademie für Filmschauspiel (IAF) in Köln aufgenommen, wo sie ihr Studium 2021 mit einem Diplom abschloss und während ihrer Ausbildung an verschiedenen Workshops teilnahm, darunter Scenework bei Visar Morina und ein Film-Fighting Workshop bei Walter Kimmerle.
Während ihres Studiums sammelte sie erste Kameraerfahrungen in Kurzfilmen und Studioproduktionen. Ihr Kurzfilm A Guilty Mind gewann 2021 den Preis Best Film auf dem Europe Film Festival U.K.
Weitere Projekte waren Musikproduktionen, für die sie ab 2019 regelmässig vor der Kamera stand.
2023 spielte sie die Hauptrolle Caro Zorić in der Netflix-Kinoproduktion Early Birds, die als moderne «Zürcher Version von Thelma & Louise» beschrieben wird. Der Film feierte seine Weltpremiere beim Zürich Film Festival und kam im Oktober 2023 in die Schweizer Kinos.
Als Ava Dunker war sie 2024 in der SRF-Serie Die Beschatter und 2025 im Dortmunder Tatort: Feuer als Ursula Bührens zu sehen.
Silvana Synovia lebt in Köln.

## Musikvideo (Auswahl)
- 2019: Andru ft. Yao[2]
- 2020: Andru ft. Yao – Airplane Mode[7]
- 2021: Leykard – Love Wave[2]
- 2021: Lloyd P White – 925[2]
- 2021: Flash Forward – Young Blood[8]

## Filmografie (Auswahl)
- 2018: Sex on the Beach (Kurzfilm)[2]
- 2021: The Pursuit (Kurzfilm)[2]
- 2021: I am Zoe (Kurzfilm)[2]
- 2021: Age Gap (Kurzfilm)[2]
- 2021: Offensive (Kurzfilm)[2]
- 2022: A Guilty Mind (Kurzfilm)[2]
- 2022: Dr. Jason
- 2023: Early Birds
- 2024: Ein Mädchen!
- 2025: Tatort: Feuer[6]
- 2025: Die Beschatter